# Aurinia moreana
Aurinia moreana là một loài thực vật có hoa trong họ Cải. Loài này được Tzanoud. & Iatroú mô tả khoa học đầu tiên năm 1981.